# Lisa (cantante)
Lalisa Manobal (también escrito Lalisa Manoban; en tailandés: ลลิษา มโนบาล; provincia de Buri Ram, 27 de marzo de 1997, nacida como Pranpriya Manobal), más conocida por su nombre artístico Lisa, es una rapera, cantante, modelo y bailarina tailandesa. Es integrante del grupo femenino Blackpink, formado en 2016 por YG Entertainment.
Lisa hizo su debut en solitario con su álbum sencillo Lalisa en septiembre de 2021. El álbum vendió más de 736.000 copias en su semana de lanzamiento en Corea del Sur, convirtiéndola en la primera artista femenina en hacerlo. El video musical de su sencillo principal del mismo nombre registró 73,6 millones de visitas en YouTube en las primeras 24 horas de su lanzamiento, convirtiéndose en el video musical más visto en las primeras 24 horas en la plataforma por un artista en solitario superando a Taylor Swift.

## Primeros años
Lisa nació con el nombre Pranpriya Manobal el 27 de marzo de 1997 en la provincia de Buri Ram en Tailandia, pero más tarde cambiaría legalmente su nombre a Lalisa, que significa «la que es bendecida», por consejo de un adivino para traerle mayor prosperidad. Es hija única, su madre se llama Chitthip Bruschweiler y es tailandesa, mientras que su padrastro, Marco P. Brüschweiler, es un renombrado chef suizo en Tailandia. Asistió a la escuela Praphamontree II en Tailandia.
Lisa comenzó a bailar cuando tenía 8 años y comenzó su entrenamiento vocal en la secundaria. Luego comenzó a competir regularmente en concursos de baile durante su infancia, incluido en To Be Number One, y se unió al equipo de baile de once miembros llamado We Zaa Cool junto a BamBam, actual miembro de Got7. En septiembre de 2009, el grupo participó en la competencia LG Entertainment Million Dream Sanan World, transmitida por Channel 9 y ganó el premio «Equipo especial». Lisa también participó en un concurso de canto como representante de su escuela llamado «Top 3 Good Morals of Thailand», organizado por el Centro de Promoción Moral a principios de 2009, donde terminó como finalista.

«Recuerdo mi primera clase de baile. Ver los movimientos de baile magistrales bajo esa atmósfera particular del estudio de baile me dio la necesidad de hacer lo mismo algún día. Step Up también estaba creando un fenómeno en ese momento, y yo estaba completamente obsesionada con la película. Bailar estaba en mi mente todos los días. Solo usaba ropa adecuada para bailar, como camisetas grandes, chándales y zapatillas deportivas. Así fue como el baile se convirtió en parte de mi vida». Lisa en entrevista para revista CR.

## Carrera

### Predebut
En una audición de YG Entertainment realizada en Bangkok en 2010, Lisa fue la única elegida para convertirse en aprendiz de la compañía entre 4.000 candidatos. Firmó su contrato en 2011 para convertirse en aprendiz y trasladarse a Corea del Sur a los 14 años. Debido a su corta edad, los padres de Lisa no aprobaban que se independizara, pero luego apoyaron su decisión y se trasladó a Corea del Sur para comenzar su entrenamiento formal, que duró cinco años, ya que su sueño era convertirse en una idol. Lisa se convirtió en la primera artista extranjera de YG Entertainment, el 11 de abril de 2011.
En noviembre de 2013, mientras aún era una trainee, apareció en el vídeo musical de Taeyang de la canción «Ringa Linga». Lisa fue una de las bailarinas de fondo, junto con otros miembros de los grupos iKon y Winner.
En marzo de 2015, Lisa emprendió su primer trabajo como modelo para la marca de ropa de calle Nona9on, la cual ya había sido representada por otros destacados artistas como CL y Taeyang. Luego fue rostro de la marca de cosméticos surcoreana Moonshot en 2016.

### 2016-2022: Debut con Blackpink y éxito global

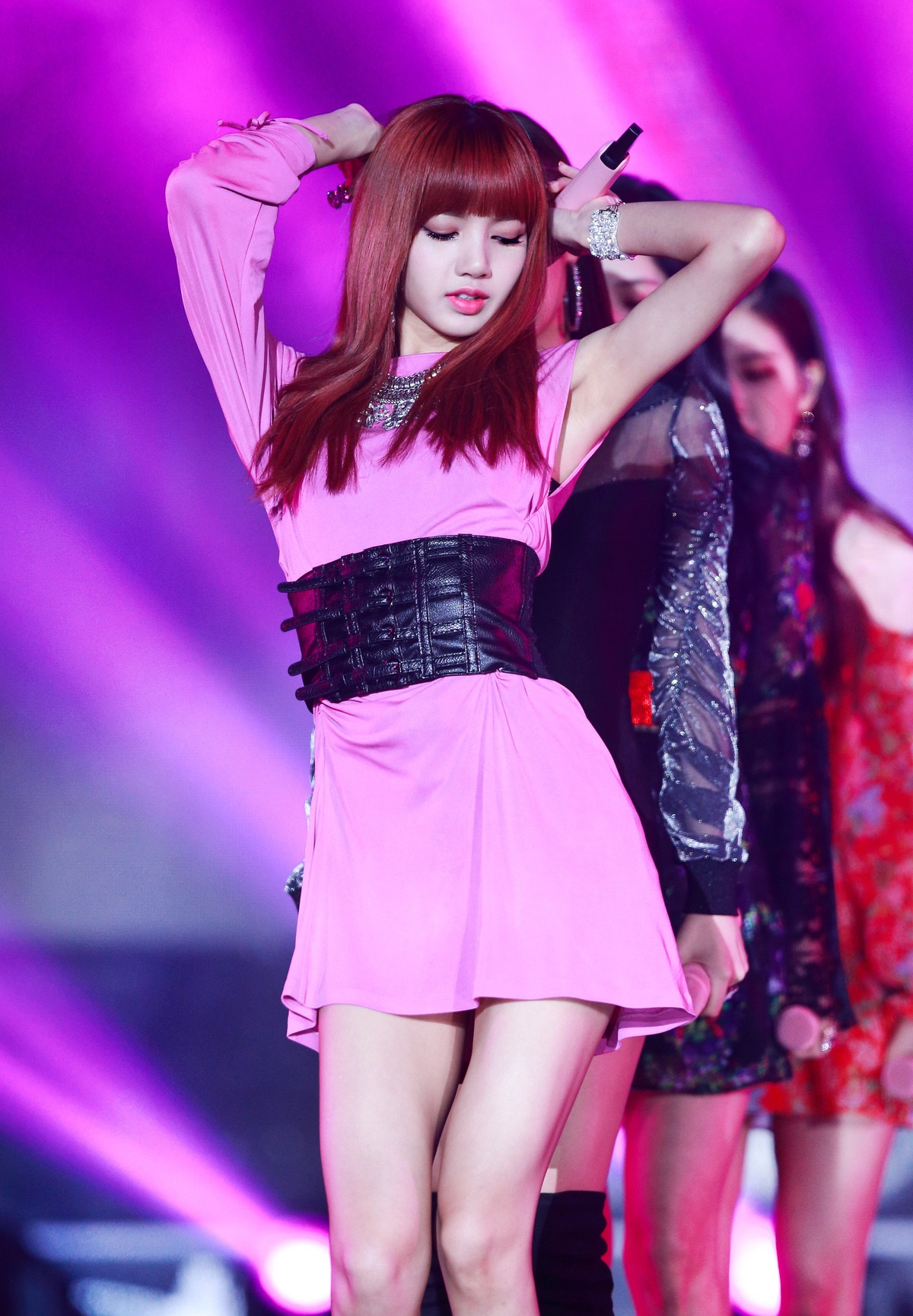
Lisa actuando con Blackpink en el Festival de Música de Corea en 2017.

En agosto de 2016, Lisa debutó como una de las cuatro miembros del grupo femenino surcoreano Blackpink, donde se desempeña como bailarina principal y rapera líder, además de ser la primera artista no coreana en debutar bajo la agencia. Blackpink debutó con el álbum sencillo titulado Square One, con los sencillos principales «Whistle» y «Boombayah», con «Whistle» alcanzando un Perfect All-Kill en la industria musical surcoreana, encabezando todas las listas de Corea del Sur en su debut. A octubre de 2020, el grupo ha lanzado un álbum de estudio titulado The Album (2020), un álbum de estudio japonés llamado Blackpink In Your Area (2018), tres EP (Blackpink , Square Up y Kill This Love), y dos álbumes individuales, Square One (2016) y Square Two (2016).
Lisa fue elegida por el programa de variedades militares de MBC llamado Real Men 300 como miembro permanente del programa para ser parte de la edición de la Academia del Ejército de Corea desde el 21 de septiembre de 2018 en adelante. El programa marcó su primer papel permanente en un programa de televisión desde su debut. Su aparición le valió un premio no oficial titulado «Personaje del año» en los MBC Entertainment Awards de 2018.
El 5 de noviembre de 2018, dio a conocer su canal de YouTube, Lilifilm Official, que se centra en viajes y estilos de vida junto con actuaciones de danza. En julio de 2019 tenía más de 1.3 millones de suscriptores y había recibido un botón de reproducción de oro en YouTube. En particular, uno de los videos de espectáculos de danza se volvió viral en 2020 debido a un meme en el que las pantallas de sus piernas se yuxtaponían al torso de un personaje o figura pública, a menudo con la leyenda "¿Funcionó?". Celebridades como Dolly Parton, Stephen Colbert, James Corden, Luke Evans y Lil Nas X también participaron en el meme, publicando fotos de ellos mismos con las piernas de Lisa.
En marzo de 2020, Lisa se desempeñó como mentora de baile durante el programa chino de supervivencia de grupos femeninos del canal IQiyi, Youth With You Season 2. En febrero de 2021, regresó como mentora de baile en el programa de supervivencia de grupos masculinos para su tercera temporada.

### 2021-presente:Lalisa, álbum debut
El 19 de abril de 2021, un funcionario de YG Entertainment reveló al medio de comunicación de Corea del Sur The Korea Herald que Lisa debutaría como la tercera solista de su grupo, tras los trabajos de Jennie y Rosé, con horarios que luego se anunciarían oficialmente. El 12 de julio, a través de Star News, su sello reveló que la filmación de su vídeo musical se encontraba en marcha, mientras que el 25 de agosto se anunció que Lisa lanzaría oficialmente su álbum sencillo debut bajo el nombre de Lalisa el 10 de septiembre de 2021.
Tras su lanzamiento, el video musical de «Lalisa» se convirtió en el video más visto por un solista en 24 horas con 73.6 millones de visitas, rompiendo el récord de «Me!» de Taylor Swift con Brendon Urie, que recibió 65,2 millones de visitas en 24 horas. En solo 48 días superó los 300 millones de visitas, lo que lo convirtió en el vídeo de K-pop que alcanzó esa cifra en menos tiempo, por delante de «Solo», de la también integrante de Blackpink Jennie, que necesitó 183 días. La canción también debutó en el número dos en Billboard Global 200 y Global Excl. Estados Unidos, obteniendo su primera entrada entre los diez primeros en la tabla. Posteriormente lanzó «Money» correspondiente al lado B del álbum. El sencillo debutó en la lista semanal de Gaon Download Chart de Corea del Sur en la posición 43, mientras en Estados Unidos, Billboard informó que el sencillo ingresó en la 44.º posición de la lista Billboard Global 200, para posteriormente marcar un nuevo hito en esta lista musical al convertirse en la primera solista femenina de k-pop en registrar una canción durante 2 semanas. Además se ubicó en la posición 24 de la lista Billboard Global Excl. U.S., mientras que en la lista especializada en música rap digital, ocupó el primer lugar, convirtiéndose en el primer acto femenino de k-pop en ocupar dicho lugar, llegando al número 1 en la lista de ventas de canciones digitales de Rap, habiendo vendido poco más de 6,900 copias, superando a «Way 2 Sexy» de Drake. Además, «Money» hizo historia en las listas musicales del Reino Unido al mantenerse por tres semanas consecutivas en el Top 100, siendo la tercera canción de un acto coreano en permanecer tanto tiempo en el chart, solo superada por los sencillos «Gangnam Style» (2012) y «Gentleman» (2013), ambas de PSY. El álbum vendió 736,221 copias en Corea en la primera semana de lanzamiento, estableciendo el récord de ventas más altas en la primera semana entre todas las artistas femeninas y convirtiendo a Lisa en la primera mujer solista en lograr 500,000 copias en las ventas de la primera semana.
El 22 de octubre de 2021, Lisa realizó su primera colaboración a nivel global con el lanzamiento del sencillo «SG» junto al francés DJ Snake, el cantante puertorriqueño Ozuna y a la rapera estadounidense Megan Thee Stallion, acreditada también como escritora y compositora. La canción alcanzó la segunda posición en la lista musical Bubbling Under Hot 100 de Billboard. A finales de 2021, se informó que, junto a Rosé, fueron las estrellas solistas de k-pop más exitosas en la lista Billboard Global 200, al posicionar a «Money», «Lalisa» y «SG» entre las cinco canciones con mayor tiempo de permanencia en la lista durante el año, con 10, 10 y 5 semanas respectivamente. Mientras que el 23 de diciembre de 2021, Lisa recibió la Placa de Certificación de Oro de Hanteo Chart, por 736,221 copias vendidas de su álbum sencillo, además de la placa de certificación oficial de Initial Chodong, que certifica el récord oficial de un artista que supera un cierto número de ventas de álbumes según los datos compilados por la lista musical de Hanteo. Lisa consagró el éxito de su primer álbum sencillo obteniendo numerosos premios en China, Alemania, Francia, Corea del Sur y Tailandia, además de convertirse en la primera solista de K-Pop en obtener el mismo año el máximo galardón de la categoría, tanto en los MTV Video Music Awards 2022 como en los MTV Europe Music Awards 2022.
En febrero de 2024, se anunció que participará en la serie "The White Lotus".

## Imagen pública

### Publicidad

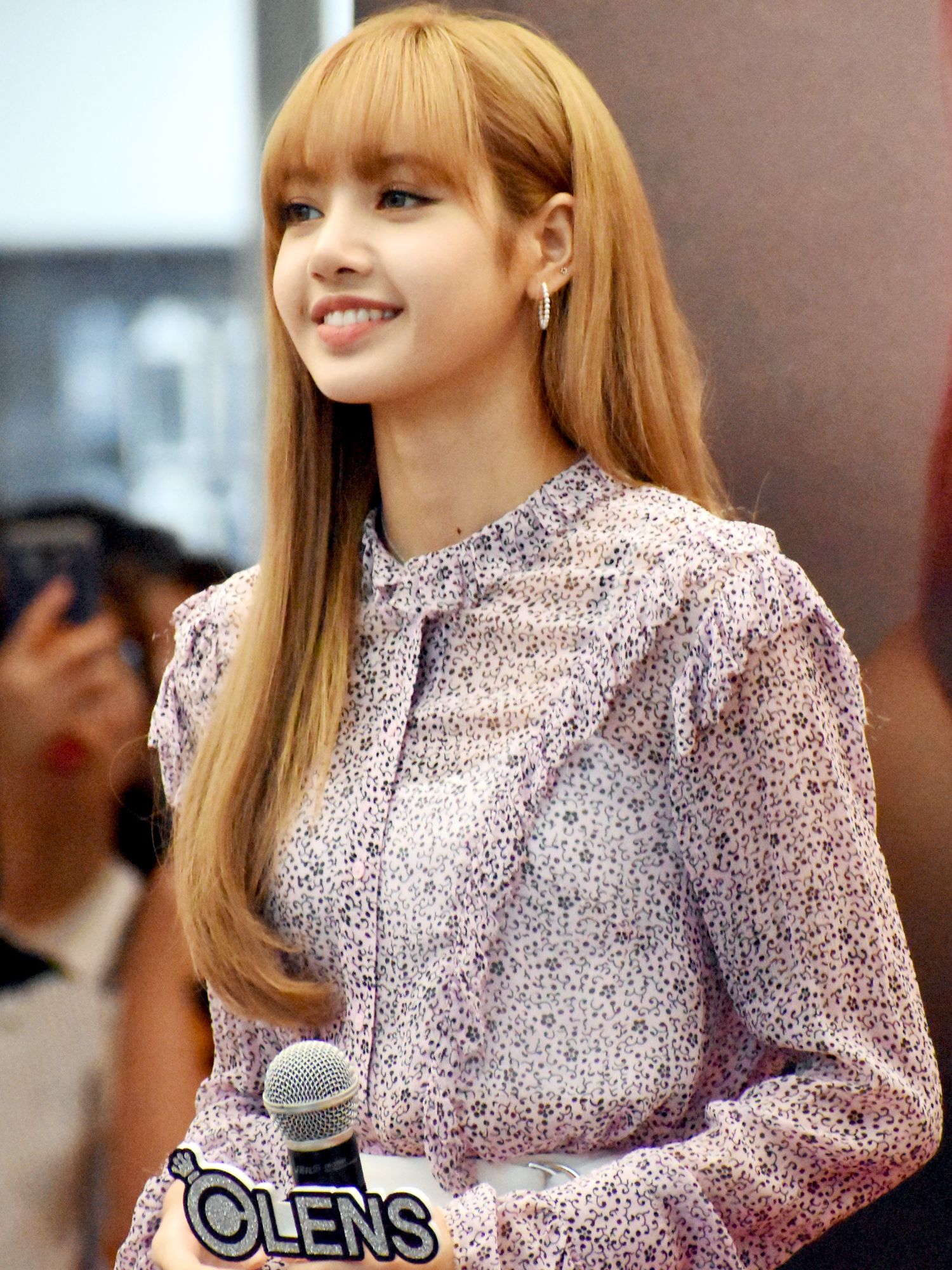
Lisa en un evento de firma de fans en agosto de 2018.

A través de su trabajo como modelo para la marca de cosméticos de Corea del Sur Moonshot, Lisa se convirtió en embajadora oficial de la marca en China el 21 de marzo de 2018. El 25 de julio de 2019, Lisa se convirtió en embajadora y presentadora de la marca de manera exclusiva para la nueva colección lanzada en Tailandia, donde seis de los productos incluían la firma de Lisa como parte del paquete.
El 28 de marzo de 2019, Lisa firmó su primer acuerdo de patrocinio en solitario para AIS Tailandia, el mayor operador de telefonía móvil GSM en Tailandia. Lisa se convirtió en la presentadora de marca mejor pagada de AIS. Además, su campaña publicitaria se convirtió en el comercial mejor calificado del país. El 11 de mayo de 2019, Lisa se convirtió en la presentadora de la marca del Samsung Galaxy S10 en Tailandia. Su primer material promocional para la marca fue lanzado el 14 de mayo.
Desde el 24 de julio de 2019, el juego móvil Ragnarok M: Eternal Love emplea a Lisa como modelo de respaldo y aparece como un nuevo personaje en su servidor "Midnight Party".
En enero de 2020, Lisa se unió a Mino del grupo Winner como modelo de respaldo para la gama de ropa My Shelter de la temporada SS20 de la marca de ropa deportiva Adidas. Gracias a la creciente popularidad de Lisa en China a través de su aparición en el programa Youth With You del canal IQiyi como mentora de baile, ella fue anunciada como la nueva portavoz de la marca China de suavizante para telas D&G Downy el 13 de mayo. Posteriormente, se convirtió en la nueva embajadora de la marca de una de las compañías lácteas más grandes de China, Mengniu Dairy, para su yogur Zhengouli. El 27 de junio, Tencent Games anunció a Lisa como rostro para la compañía finlandesa Supercell para su videojuego móvil, Brawl Stars.
En agosto de 2020, Lisa fue anunciada como la nueva embajadora de la marca de lujo italiana Bulgari, tras una serie de colaboraciones con la empresa de moda, participando en las campañas digitales "Serpenti" y "Bzero One" de la nueva colección. Posteriormente, en octubre de 2020, se anunció que MAC Cosmetics, propiedad de Lauder, había nombrado a Lisa como su nueva Embajadora de Marca Global, siendo la rostro de las reconocidas colecciones y campañas claves de la marca de maquillaje, así como la musa de los proyectos de innovación. Como parte del trato, comparte sus secretos de belleza, regímenes de cuidado de la piel y estilo de vida con los fanáticos de MAC. «Siempre confiada y nunca evitando los riesgos, personifica nuestro compromiso de celebrar la individualidad y la autoexpresión por encima de todo», explicó el vicepresidente Senior y Director Creativo Global, Drew Elliott. «No podemos esperar a que sus fans vean lo que tiene reservado para ellos a través de nuestra colaboración».
El 22 de febrero de 2021, Lisa fue anunciada como la patrocinadora del teléfono inteligente Vivo S9. También fue patrocinadora del teléfono inteligente Vivo S7 durante el año 2020. Mientras que en septiembre de 2021, fue nombrada la nueva embajadora de la marca tailandesa Dentist, compañía de higiene bucodental con presencia en 25 países, para promover la salud dental y el cepillado dental en seco.
El 20 de octubre de 2021, se dio a conocer que Lisa lanzaría su propia línea de productos de belleza en conjunto con MAC Cosmetics, siendo esta su primera colaboración bajo su nombre con una marca, denominada "M · A · C x L" y de la cual sería parte del proceso creativo y diseño, mientras que el 10 de noviembre de 2021 se hizo pública de manera oficial las primeras imágenes de la gama de productos, que incluye maquillaje de rostro, ojos, labios, paletas de sombras, polvos compactos y delineadores, anunciando su pronto lanzamiento global para venta.
El 14 de marzo de 2022, Lisa se convirtió en embajadora oficial de la marca de whisky escocés Chivas Regal, encabezando la campaña «I Rise, We Rise», que apunta a generaciones más jóvenes. «Lisa es una superestrella mundial y un modelo a seguir para la próxima generación, lo que sin duda la convierte en la portavoz perfecta de nuestro whisky», señaló el director de marketing global de Chivas Regal, Nick Blacknell. El 7 de junio de 2022, la plataforma de inversión en acciones y fondos mutuos de Indonesia Ajaib anunció que Lisa se había convertido en la nueva embajadora de la marca a nivel global, sumándose a artistas como los actores locales Pevita Pearce e Iqbaal Ramadhan, y el actor surcoreano Kim Seon-ho. El 31 de octubre del mismo año, Lisa codiseñó una edición especial del whisky Chivas Regal 18, además de lanzar una receta de cóctel especialmente diseñada llamada «Pink Spice».

### Moda y fotografía
Desde junio de 2018, Lisa ha sido portada en solitario de diversas revistas de moda, tanto en Corea del Sur, como en ediciones de otros países de Asia, apareciendo en las revistas Elle, W, Allure, Dazed y Madame Figaro de Corea; Nylon de Japón; Harper's Bazaar de Tailandia; Vogue de Hong Kong; y en las ediciones de Elle y Nylon de China.
En enero de 2019, Lisa se convirtió en la musa de Hedi Slimane, director artístico, creativo y de imagen de Celine, marca de lujo francesa. La marca parisina le regaló a Lisa un bolso de cuero negro con las iniciales «L.M.», siendo la tercera celebridad en recibir el mismo bolso después de otras personalidades como Lady Gaga y Angelina Jolie. En julio de 2019, Lisa asistió a la Semana de la Moda Masculina de París, junto al Director Artístico y de Imagen de Celine, Hedi Slimane, y el director de Eventos, Peter Utz. En septiembre de ese año, Lisa demostró su influencia global cuando asistió luego al Desfile de Moda Michael Kors Spring 2019 en la Semana de la Moda de Nueva York.
En febrero de 2020, Lisa fue anunciada como la nueva embajadora global de Prada, siendo invitada estelar en la Semana de la Moda de Milán, con un traje dorado de la colección primavera/verano 2020 de la marca. En septiembre de 2020, fue anunciada como la embajadora mundial oficial de Celine, tras aparecer en la campaña Essentials de la marca en junio de 2020, filmada por el propio director creativo, Hedi Slimane. Además, ha sido vista en la primera fila de varios de los desfiles y presentaciones de las marcas que promociona, y ha sido ampliamente fotografiada con atuendos y accesorios de Celine. En un comunicado, la marca dijo: “Nos complace anunciar la colaboración continua de Celine con Lisa, quien representará a la casa como Embajadora Global”.
El mismo año, en noviembre, la marca de ropa filipina Penshoppe reveló que Lisa se había unido a la familia Penshoppe como su nueva embajadora. Además, el 24 de julio de 2020 Lisa fue seleccionada oficialmente como la nueva embajadora de la marca en representación de Bulgari, marca de lujo italiana. Como embajadora de Bulgari, participó en las campañas digitales de las colecciones Serpenti y Bzero One. Posteriormente, el 18 de diciembre de 2020, Bulgari anunció que Lisa se convertía oficialmente en Embajadora Global de la marca tras su incorporación a la compañía en julio del mismo año, siendo la primera artista de K-Pop en cumplir este rol para la marca. Así, fue parte de su campaña Magnifica en junio de 2021, siendo rostro junto a nombres como Zendaya, Lily Aldridge y Vittoria Ceretti.
El 16 de febrero de 2021, se anunció que Lisa se uniría al jurado invitado del prestigioso premio de moda francés Andam Fashion Awards organizado por el Ministerio de Cultura de Francia y la DEFI, en donde compartió como jueza junto a grandes personalidades, como el cantante chino Chris Lee, los diseñadores de moda Kerby Jean-Raymond y Phoebe Philo y la cantante y actriz francesa Lou Doillon.
A través de YG Entertainment, Lisa lanzó un photobook de edición limitada titulado "0327", compuesto en su totalidad con fotografías tomadas por ella misma a través de una cámara de película. El libro de fotos fue lanzado durante su cumpleaños número 24 en marzo de 2020.
En junio de 2021, Lisa fue por primera vez portada de la revista de moda Vogue Japan, convirtiéndose en la sexta cantante que ocupa la tapa de la revista, destinada principalmente para personas del mundo del modelaje, sumándose así a los cantantes Florence Welch, Katy Perry, Yoshiki, Namie Amuro y Nicki Minaj. Al mes siguiente, Lisa fue portada de Vogue Hong Kong, sumándose a Rihanna como las únicas artistas extranjeras que han aparecido en la portada de dicha revista.
El 2 de diciembre de 2021, Lisa fue anunciada, a través de una sesión fotográfica realizada en París, como una de las embajadoras mundiales de Celine Haute Parfumerie, la nueva línea de perfumes de Celine, que incluye fragancias personales, elegantes aerosoles recargables de viajes, así como velas y aromas para el hogar. Mientras que el 3 de diciembre, Lisa hizo su debut en la pasarela durante la presentación de Celine de su colección verano 2022, que fue realizada en Niza, Francia, y transmitida en vivo a través del sitio web de la marca, en un nuevo hito en su carrera en el modelaje. Allí compartió escena junto a nombres como Kaia Gerber, Diana Silvers y Suzanne Lindon. Lisa filmó su presentación al aire libre, en la azotea del Observatorio de Niza.
En mayo de 2022, Lisa protagonizó la campaña mundial de Bulgari titulada "Unexpected Wonders", de su nueva creación de joyería y relojes, junto a las también embajadoras Anne Hathaway, Zendaya y la actriz india Priyanka Chopra. Ese mismo mes, la marca casual surcoreana Acmé de la Vie seleccionó a Lisa como su modelo exclusiva, encabezando su campaña para la temporada 2022. En junio de 2022, Lisa volvió a París a ser parte de un lanzamiento mundial por parte de Bulgari, con la campaña "Bulgari Eden: Garden of Wonders", junto a Hathaway y Chopra.
En agosto de 2022 se anunció que Lisa sería la primera artista asiática en aparecer en la portada de la revista estadounidense V en su edición otoño 2022, sumándose a artistas como Lady Gaga y Selena Gomez. Posteriormente, el 18 de octubre de 2022, Lisa fue una de las anfitrionas de los premios Bvlgari Aurora Awards, en un evento organizado por la casa de moda Bulgari y la revista Vogue Corea, siendo la primera versión de estos premios en celebrarse en Corea del Sur.

### Filantropía

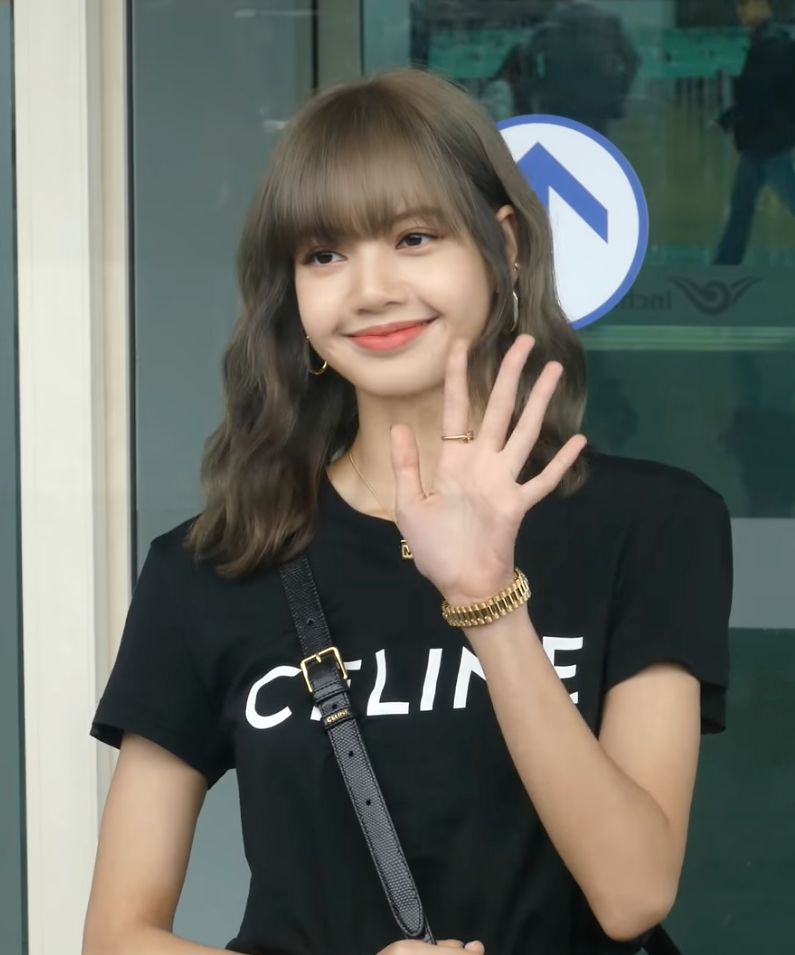
Lisa en el aeropuerto de Incheon en junio de 2019.

El 17 de septiembre de 2019, después de que una lluvia torrencial provocada por un monzón causó inundaciones en 32 provincias tailandesas, la bloguera de belleza tailandesa Koi Onusa, pariente de Lisa, reveló que Lisa había donado 100.000 bahts tailandeses al fondo del actor tailandés Bin Bunluerit para ayudar a los evacuados en las inundaciones.
El 14 de septiembre de 2021, se anunció públicamente que Lisa, en conjunto con la Fundación Korea Habitat, la Fundación Coreana para el Intercambio Cultural Internacional KOFICE, y el apoyo de Naver Happybean, llevarían a cabo la campaña denominada Dream Space Project, iniciativa para promover y financiar la renovación de escuelas e instalaciones educativas en comunidades de bajos recursos, donde los niños y niñas no cuentan con la infraestructura adecuada para estudiar. Con este proyecto conjunto, se busca que los menores tengan un espacio seguro y saludable para aprender, siendo la ciudad natal de Lisa, Buriram, en Tailandia, el primer lugar a intervenir, en donde se realizará la construcción e implementación de equipamiento de un complejo cultural de 160m2 en la escuela Nonsuwan Pitayakom, espacio que será destinado, entre otras cosas, como academia de baile. «Estoy aquí para darles buenas noticias. Hemos abierto una caja de donación para niños y adolescentes extranjeros. Planeamos ayudar a nuestros amigos que estudian en locales desgastados a tener un mejor espacio. Yo también apoyaré a nuestros amigos, únanse a nosotros!», señaló Lisa.

## Impacto e influencia

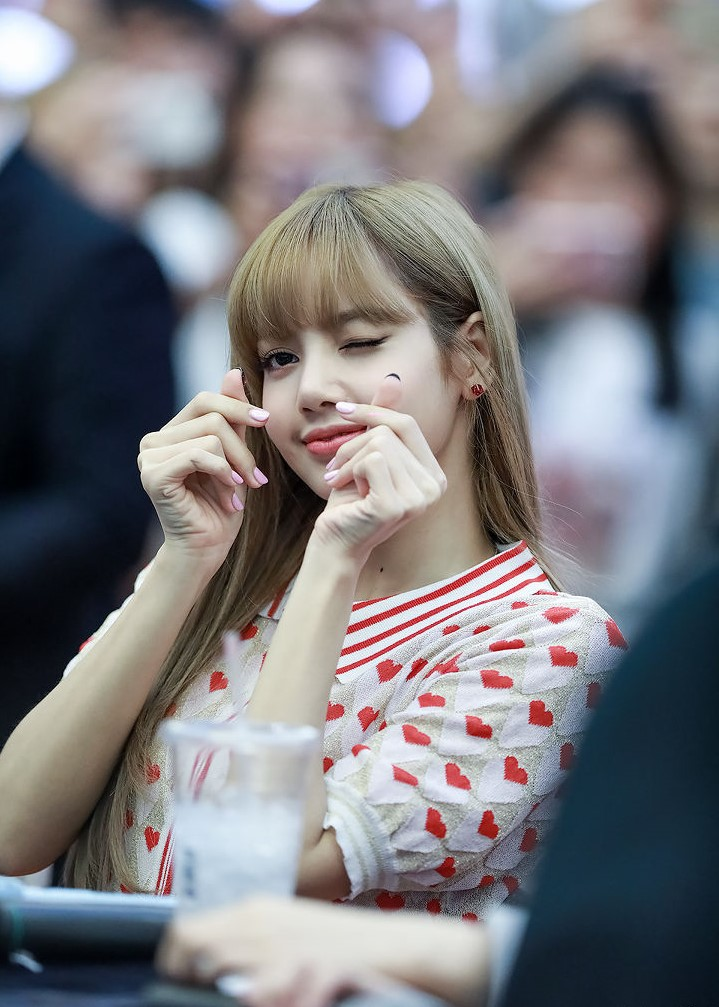
Lisa en un evento de firmas de aficionados en AK Plaza en 2018.

Lisa ha sido citada a menudo como una influencia para otras personas que trabajan en el mismo campo dentro de la industria de la música de Corea del Sur. A través de entrevistas, la exmiembro del grupo femenino Nature, Gaga, y la integrante del grupo surcoreano Hot Issue, Mayna, revelaron a Lisa como una de sus modelos a seguir.
En abril de 2019, se convirtió en la idol de k-pop más seguida en Instagram, con 17,4 millones de seguidores en ese momento. En abril de 2021, se convirtió en la primera y única ídolo del K-pop en acumular 50 millones de seguidores, mientras continúa estableciendo récords de participación y número de seguidores en la plataforma; obteniendo en junio de 2021, 54.4 millones de seguidores.
Mientras Lisa consiguió su primera portada de revista en solitario para la edición de mayo de 2019 de Harper's Bazaar Tailandia, MEI, un distribuidor de Harper's Bazaar, informó que las 120.000 copias impresas en stock se agotaron. Se informó que, en promedio, se imprimen normalmente 30.000 copias, y las celebridades conocidas tienen un promedio de 60.000 copias impresas, sin embargo, a pesar de vender 120.000 copias, la demanda del público aún no se cumplió.
Tras la asistencia de Lisa al desfile de moda de Celine para la colección masculina primavera verano 2020 en París, Francia, durante la Semana de la Moda de París, Lyst informó que las búsquedas globales del bolso Triomphe de Celine aumentaron un 66% el 28 de junio de 2019, después de que Lisa publicara una imagen en sus redes sociales, atrayendo así la atención del público. En abril de 2020, tras la realización por parte de Lisa de un vídeo realizando un cover de baile de la canción «Mushroom Chocolate» de QUIN y 6LACK, se hizo viral a nivel mundial una imagen de sus piernas en pleno paso de baile, siendo imitado a través de redes sociales por personalidades de la música y la televisión.
Lisa es una de las cantantes más populares en el extranjero según la encuesta "2021 Overseas Korean Wave Survey" realizada por el Ministerio de Cultura, Deporte y Turismo de Corea y la Fundación de Corea para el Intercambio Cultural. Esta es la primera vez que un artista extranjero aparece en esta encuesta. También es la única miembro de Blackpink que alcanzó el top 20 en dicho ranking.

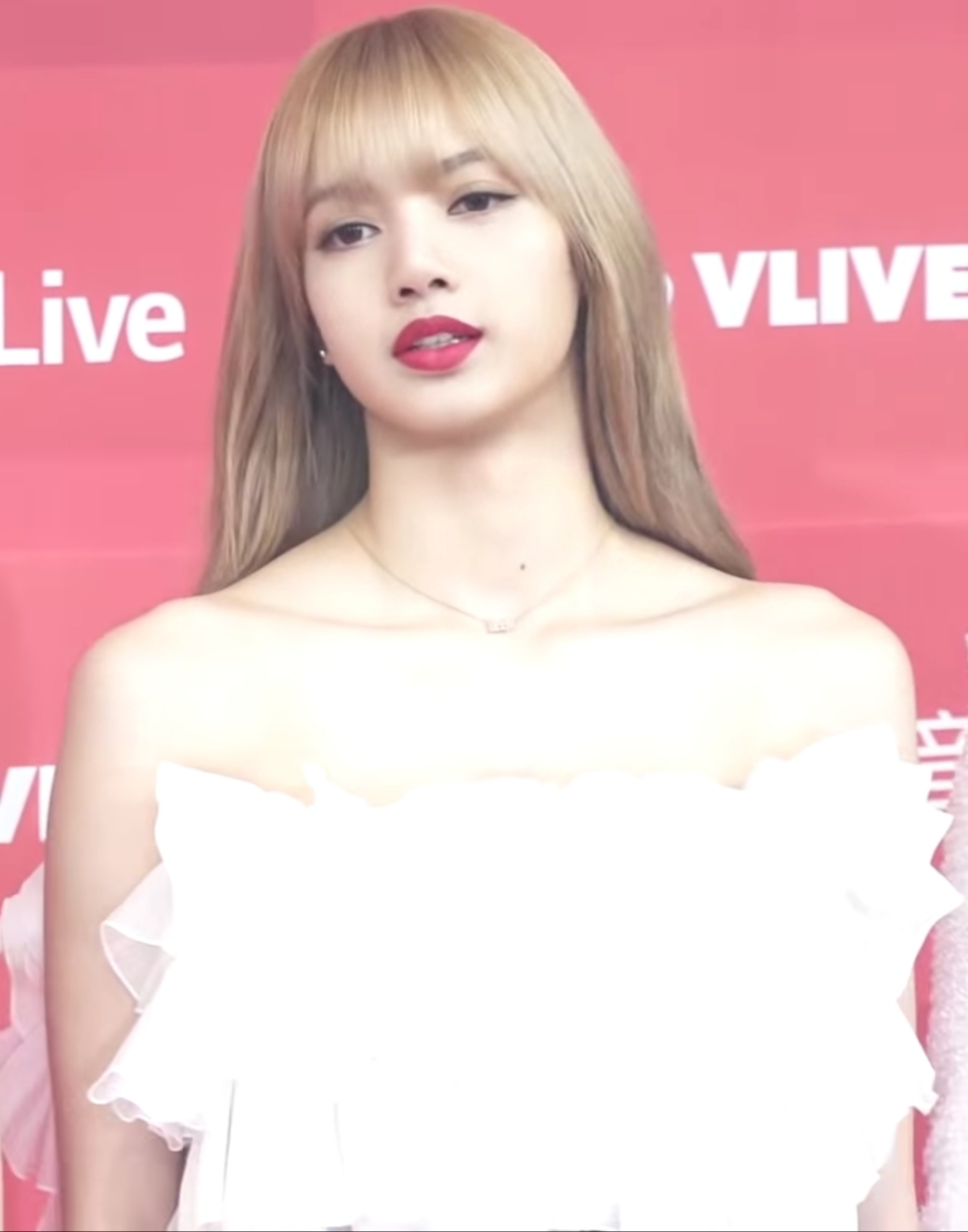
Lisa en los Golden Disk Awards de 2019.

El anuncio de Lisa como embajadora de la Marca Global MAC Cosmetics generó $1,83 millones en MIV (Media Impact Value), y la publicación del anuncio de MAC generó $506 000 en MIV, lo que representa su principal publicación de marca de todo el 2020 y la convierte en las mejores colaboraciones de belleza del año. Además, su publicación del anuncio en Instagram como Embajadora Global de MAC Cosmetics recibió más de 5,6 millones de me gusta y 74.000 comentarios. El éxito de Lisa de sus patrocinios y asociaciones se ha atribuido en parte a su autenticidad. Debido a su poder de influencia y potencial de marketing, Lisa se ha utilizado como un ejemplo de estrategias de promoción cambiantes en la industria de la moda y el maquillaje.
En marzo de 2021, Lisa junto a otras cinco personalidades de Tailandia fue reconocida con el premio Inspirational Role Model otorgado por la organización Children and Youth Development Creation Club, en reconocimiento a su trabajo como líder y modelo a seguir de las nuevas generaciones en Tailandia.
Luego del estreno del vídeo de su primer sencillo como solista, «Lalisa», el 10 de septiembre de 2021, los mercados locales de la ciudad de Bangkok informaron a Reuters un aumento en las ventas de trajes y accesorios tradicionales tailandeses, debido a las referencias culturales realizadas por Lisa en su vídeo, al utilizar vestimenta propia de su país de origen, como un diseño exclusivo con patrones antiguos en hilo de metal de la provincia de Lamphun o el tradicional tocado tailandés utilizado en diversas monarquías del Sudeste Asiático, conocido como chada o makuṭa. Asimismo, tras una entrevista realizada por Lisa en el programa tailandés Woody Show, donde señaló que sus comidas favoritas tailandesas que más extraña son las albóndigas Yuen Kin y la pasta de chile tailandesa, días después, los vendedores de la estación de Buri Ram vieron repentinamente una afluencia de clientes de fuera de la provincia que realizaban pedidos en línea para probar la comida favorita de Lisa.
El 14 de septiembre de 2021, en el mismo contexto del lanzamiento de su primer trabajo como solista, el primer ministro de Tailandia, Prayut Chan-o-cha, elogió a Lisa por mostrar el histórico castillo de piedra del Templo Hindú Phanom Rung del Imperio Jemer y artesanías tailandesas en su vídeo musical, y expresó su disposición a promover el poder blando del país para aumentar el valor en la economía creativa tras el éxito mundial de su último vídeo musical, señalando que «admiro el éxito de los artistas tailandeses, incluidos los individuos cuyas obras reflejan su dedicación y determinación para inspirar a muchos tailandeses en las industrias creativas de las artes. La aplicación de la cultura tailandesa para crear un poder blando ayudará a aumentar el valor económico y difundir la cultura internacionalmente».
A finales de 2021, la plataforma de marketing Lefty informó en su estudio anual que «La cuenta de Instagram de Lisa tiene 69,2 millones de seguidores y su valor mediático aporta el 90% del valor total de la marca Celine, por lo que ésta creció un 118% este año, es decir, $1,5 mil millones, convirtiéndose en la marca de lujo de más rápido crecimiento en el mundo en valor de marca». Ese mismo año, el 13 de diciembre, la agencia británica de investigación de mercados y análisis de datos de internet YouGov publicó la lista de 20 mujeres más admiradas del mundo, en la que ubicó a Lisa en la posición número 17, compartiendo lista con nombres como Michelle Obama, Angelina Jolie, la Reina Elizabeth II y Oprah Winfrey, entre otras.
El 14 de septiembre de 2022, Lisa fue incluida entre las 50 mujeres más poderosas del año en moda y belleza, en una lista realizada por Women's Wear Daily junto a Footwear News y Beauty Inc., donde compartió lista con nombres como Jessica Alba, Allyson Felix, Karlie Kloss, Lizzo, Gwyneth Paltrow y Tracee Ellis Ross. En diciembre del mismo año, Instagram informó que Lisa fue la artista femenina que más reacciones de «me gusta» alcanzó durante el 2022, con 936,7 millones alcanzadas, superando a artistas como Billie Eilish y Dua Lipa, entre otras.
El 22 de noviembre de 2023, Lisa junto a sus compañeras de grupo, fue reconocida por el Rey Carlos III del Reino Unido como Miembro Honoraria de la Orden del Imperio Británico (MBE) en una ceremonia en donde también estuvieron presentes el presidente surcoreano, Yoon Suk-yeol y la primera dama, Kim Keon-hee. Lisa recibió la distinción durante una investidura privada en la Sala 1844 del Palacio de Buckingham. Los honores se otorgaron por órdenes del Gobierno del Reino Unido, luego del apoyo que el país recibió de parte de Blackpink durante una campaña para resaltar el cambio climático.

## Discografía

### Álbumes de estudio
| Año  | Álbum | Mejores posiciones | Mejores posiciones | Mejores posiciones | Ventas | Certificaciones |
| Año  | Álbum | COR Gaon           | Oricon             | US World           | Ventas | Certificaciones |
| ---- | --- | ------------------ | ------------------ | ------------------ | ------ | --------------- |
| 2025 | Alter Ego - Lanzamiento: 28 de febrero de 2025 - Discográfica: Lloud, RCA Records - Formatos: CD, descarga digital, streaming | —                  | —                  | —                  |        |                 |

### Álbumes sencillos
| Año  | Álbum | Mejores posiciones | Mejores posiciones | Mejores posiciones | Ventas                        | Certificaciones |
| Año  | Álbum | COR Gaon           | Oricon             | US World           | Ventas                        | Certificaciones |
| ---- | --- | ------------------ | ------------------ | ------------------ | ----------------------------- | --------------- |
| 2021 | Lalisa - Lanzamiento: 10 de septiembre de 2021 - Discográfica: YG Entertainment, Interscope Records - Formatos: CD, descarga digital, streaming | 1                  | 40                 | —                  | - CHN: 633 850 - COR: 845 866 | - (Cert. KMCA)  |

### Sencillos
| Año                                                                                          | Título                                           | Mejores posiciones     | Mejores posiciones     | Mejores posiciones     | Mejores posiciones     | Mejores posiciones     | Mejores posiciones     | Mejores posiciones     | Mejores posiciones     | Mejores posiciones     | Mejores posiciones     | Mejores posiciones     | Ventas                 | Álbum                  |
| Año                                                                                          | Título                                           | COR Gaon               | COR Hot                | AUS                    | JPN                    | MLS                    | NZ                     | SGP                    | UK                     | US Glb. 200            | US Hot 100             | US World               | Ventas                 | Álbum                  |
| Como artista principal                                                                       | Como artista principal                           | Como artista principal | Como artista principal | Como artista principal | Como artista principal | Como artista principal | Como artista principal | Como artista principal | Como artista principal | Como artista principal | Como artista principal | Como artista principal | Como artista principal | Como artista principal |
| -------------------------------------------------------------------------------------------- | ------------------------------------------------ | ---------------------- | ---------------------- | ---------------------- | ---------------------- | ---------------------- | ---------------------- | ---------------------- | ---------------------- | ---------------------- | ---------------------- | ---------------------- | ---------------------- | ---------------------- |
| 2021                                                                                         | «Lalisa»                                         | 64                     | 28                     | 76                     | 74                     | 1                      | 9                      | 2                      | 68                     | 2                      | 84                     | 1                      | USA: 9200              | Lalisa                 |
| 2021                                                                                         | «Money»                                          | —                      | —                      | 32                     | —                      | 1                      | 10                     | 2                      | 32                     | 10                     | —                      | —                      | USA: 9100              | Lalisa                 |
| 2024                                                                                         | «Rockstar»                                       | —                      | —                      | —                      | —                      | —                      | —                      | —                      | —                      | —                      | 70                     | —                      |                        | Alter Ego              |
| 2024                                                                                         | «New Woman» (con Rosalía)                        | —                      | —                      | —                      | —                      | —                      | —                      | —                      | —                      | —                      | 97                     | —                      |                        | Alter Ego              |
| 2024                                                                                         | «Moonlit Floor»                                  | —                      | —                      | —                      | —                      | —                      | —                      | —                      | —                      | —                      | —                      | —                      |                        | Alter Ego              |
| 2025                                                                                         | «Born Again» (con Doja Cat y RAYE)               | —                      | —                      | —                      | —                      | —                      | —                      | —                      | —                      | —                      | —                      | —                      |                        | Alter Ego              |
| Como artista invitada                                                                        |                                                  |                        |                        |                        |                        |                        |                        |                        |                        |                        |                        |                        |                        |                        |
| 2021                                                                                         | «SG» (con DJ Snake, Ozuna y Megan Thee Stallion) | —                      | —                      | —                      | —                      | 17                     | 5                      | 26                     | —                      | 19                     | —                      | —                      | USA: 19 000            | Sin álbum              |
| 2023                                                                                         | «Shoong!» (con Taeyang)                          | —                      | —                      | —                      | —                      | —                      | —                      | —                      | —                      | —                      | —                      | —                      |                        | Down to Earth          |
| «—» indica que el lanzamiento no se posicionó en la lista o no se publicó en ese territorio. |                                                  |                        |                        |                        |                        |                        |                        |                        |                        |                        |                        |                        |                        |                        |

## Filmografía

### Documentales
| Año  | Título                                      | Cadena/Productora  | Notas                                           | Ref.    |
| ---- | ------------------------------------------- | ------------------ | ----------------------------------------------- | ------- |
| 2020 | Coachella: 20 years in the desert           | YouTube Originals  | Participación del grupo en Coachella 2019       | [ 147 ] |
| 2020 | Blackpink: Light Up the Sky                 | Netflix            | Detalles de la historia del grupo               | [ 148 ] |
| 2021 | Blackpink: The Movie                        | YG Entertainment   | Película documental sobre la historia del grupo | [ 149 ] |
| 2022 | Inside the Dream                            | Terminal 9 Studios | Película documental sobre Bulgari               | [ 150 ] |
| 2024 | Blackpink World Tour [Born Pink] in Cinemas | YG Entertainment   | Película documental sobre su gira mundial       | [ 151 ] |

### Series documentales
| Año  | Título                             | Cadena | Notas                                            | Ref.    |
| ---- | ---------------------------------- | ------ | ------------------------------------------------ | ------- |
| 2021 | Legendary Stage Archive K          | SBS    | Serie documental sobre el k-pop. Ep. 1           | [ 152 ] |
| 2021 | Next Entertainment, 2020 Visionary | tvN    | Serie documental sobre los 2020 Visionary. Ep. 5 | [ 153 ] |

### Series
| Año  | Título                    | Cadena  | Rol             | Notas                     | Ref.    |
| ---- | ------------------------- | ------- | --------------- | ------------------------- | ------- |
| 2007 | Beggar Princess           | Canal 3 |                 | Cameo.                    | [ 154 ] |
| 2018 | YG Future Strategy Office | Netflix | Como ella misma | Cameo. Ep. 1 "Family Day" | [ 155 ] |
| 2025 | The White Lotus           | HBO     | Mook            |                           | [ 156 ] |

### Docu-realities
| Año       | Título                | Cadena  | Episodios | Notas                                                | Ref.    |
| --------- | --------------------- | ------- | --------- | ---------------------------------------------------- | ------- |
| 2018      | Blackpink House       | JTBC    | 12        | Primer reality del grupo                             | [ 157 ] |
| 2019      | Blackpink Diaries     | V Live  | 16        | Seguimiento al World Tour 2018-2020                  | [ 158 ] |
| 2020      | 24/365 with Blackpink | YouTube | 17        | Seguimiento al grupo y preparación de su nuevo disco | [ 159 ] |
| 2022-2023 | Born Pink Memories    | YouTube |           | Seguimiento al Born Pink World Tour y promociones    | [ 160 ] |

### Reality Shows
| Año       | Título                         | Cadena | Episodios | Notas                                               | Ref.    |
| --------- | ------------------------------ | ------ | --------- | --------------------------------------------------- | ------- |
| 2018      | Real Men 300                   | MBC TV | 6         | Reality de supervivencia militar. Temp. 1           | [ 161 ] |
| 2020-2021 | Idol Producer (Youth With You) | IQiyi  | 23        | Reality de competencia musical (Mentora). Temp. 2-3 | [ 162 ] |